# Robert Gontier
Pour les articles homonymes, voir Gontier.
Robert Gontier, né le 28 février 1915 à Courbevoie et mort le 30 novembre 1944 à Gaggenau, est un résistant français du réseau Alliance exécuté sommairement par les Allemands pendant la Seconde Guerre mondiale.

## Biographie
Robert, Eugène, Louis Gontier est le fils de Marcel Philippe Gontier, commerçant, et de Fernande Alphonsine Enghels. Il est boulanger.
En 1940, pendant la campagne de France, il est fait prisonnier de guerre par les Allemands. Le 19 octobre 1941, il s'évade du stalag XIII A où il est détenu.
Il s'engage dans la Résistance au sein du Réseau Alliance sous le pseudonyme de « Maki ». Il est agent de renseignement et de liaison dans le secteur de Bordeaux,,.
Le 9 décembre 1943, il est arrêté et  interné, dans un premier temps au Fort du Hâ avant de partir via Compiègne pour Buchenwald par le convoi du 27 janvier 1944.
Le 5 mai 1944, après étude de son dossier par le Reichskriegsgericht, il n'est pas jugé, mais classé Nacht und Nebel (NN) et remis à la disposition du Sicherheitsdienst (SD) et transféré au camp de Gaggenau,.
Le 29 novembre 1944, il est informé qu'il quitte le camp le lendemain.
Le 30 novembre 1944, il est emmené avec les autres déportés du Réseau Alliance (Pierre Audevie, Joseph Bordes, Sigismond Damm, Jean-Henri Durand, Arnold Gartner, André Joriot, Martin Sabarots, André Soussotte) dans une forêt, près de Gaggenau où ils sont abattus sommairement,.
Après la guerre, grâce aux indications de l'abbé Hett qui fut leur compagnon de détention, leurs corps sont découverts dans un charnier sur le lieu de leur exécution. Le corps de Robert Gontier est rapatrié en France où il est identifié à Strasbourg le 10 juillet 1945.
Il est inhumé à l'ancien cimetière de Puteaux.

## Reconnaissance
Il est homologué au grade de lieutenant de la Direction générale des études et recherches (DGER).

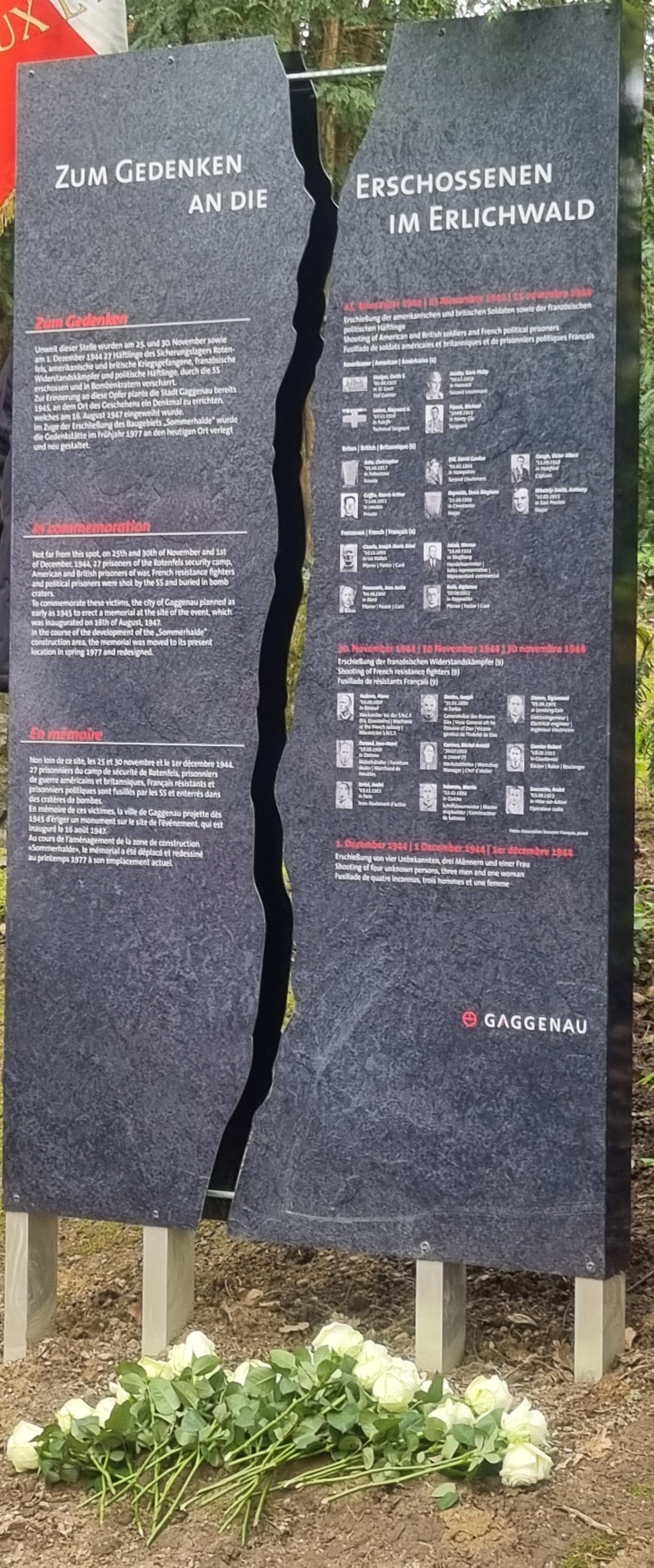
Stèle inaugurée le 30/04/2023 à Gaggenau.

À Gaggenau, son nom et sa photos figurent sur la stèle commémorative inaugurée, le 30 avril 2023, par la municipalité.
Son nom figure sur une plaque commémorative :
- Du réseau Alliance à l’entrée de la base sous-marine de Bordeaux[1].
- À l'Espace Sportif Jean-Pierre Rives à Courbevoie[5].

## Distinctions
Il est déclaré « Mort pour la France » et « Déporté résistant »,,,.
- Médaille de la Résistance française avec rosette par décret du 24 avril 1946[8]